# Rowhedge

Nabrzeże wsi w 1910 roku podczas jednego z festiwali rzecznych

Rowhedge – wieś w Anglii, w hrabstwie Essex, w dystrykcie Colchester, w civil parish East Donyland. Leży 10 kilometrów miasta Colchester i 35 kilometrów na północny wschód od siedziby hrabstwa Essex – Chelmsford. 

## Charakterystyka
Wieś dzieli 84 km od Londynu do którego można się dostać przez powstałą w 1863 roku stację kolejową w Wivenhoe. Rowhedge od Wivenhoe oddziela rzeka Colne. Oba nabrzeża są gęsto zabudowane. W XX wieku wieś znana była ze stoczni Rowhedge Ironworks budującej mniejsze statki, w tym  jednostki do transportu węgla, które eksportowano nawet do Egiptu.  Od końca XIX wieku zarówno Wivenhoe jak i Rowhedge są popularne wśród pasjonatów żeglarstwa. W 2001 wieś zamieszkiwało 1591 osób. 